# 토마스 포소
토마스 아구스틴 포소(스페인어: Tomás Agustín Pozzo, 2000년 9월 27일~)는 아르헨티나의 축구 선수로 포지션은 미드필더이다. 현재 프리멤라 디비시온의 고도이크루스 소속으로 활동하고 있다.

## 개인사
아르헨티나 태생인 그는 이탈리아계이다.